# Hatita
Hatita là một chi bọ cánh cứng trong họ Chrysomelidae.
Chi này được miêu tả khoa học năm 1891 bởi Fairmaire.

## Các loài
Các loài trong chi này gồm:
- Hatita choensis Fairmaire, 1893
- Hatita limbatella (Fairmaire, 1891)